# Рибник
Ри́бник — село Дрогобицького району Львівської області. 
Населення села  — близько 660 осіб.

## Географія

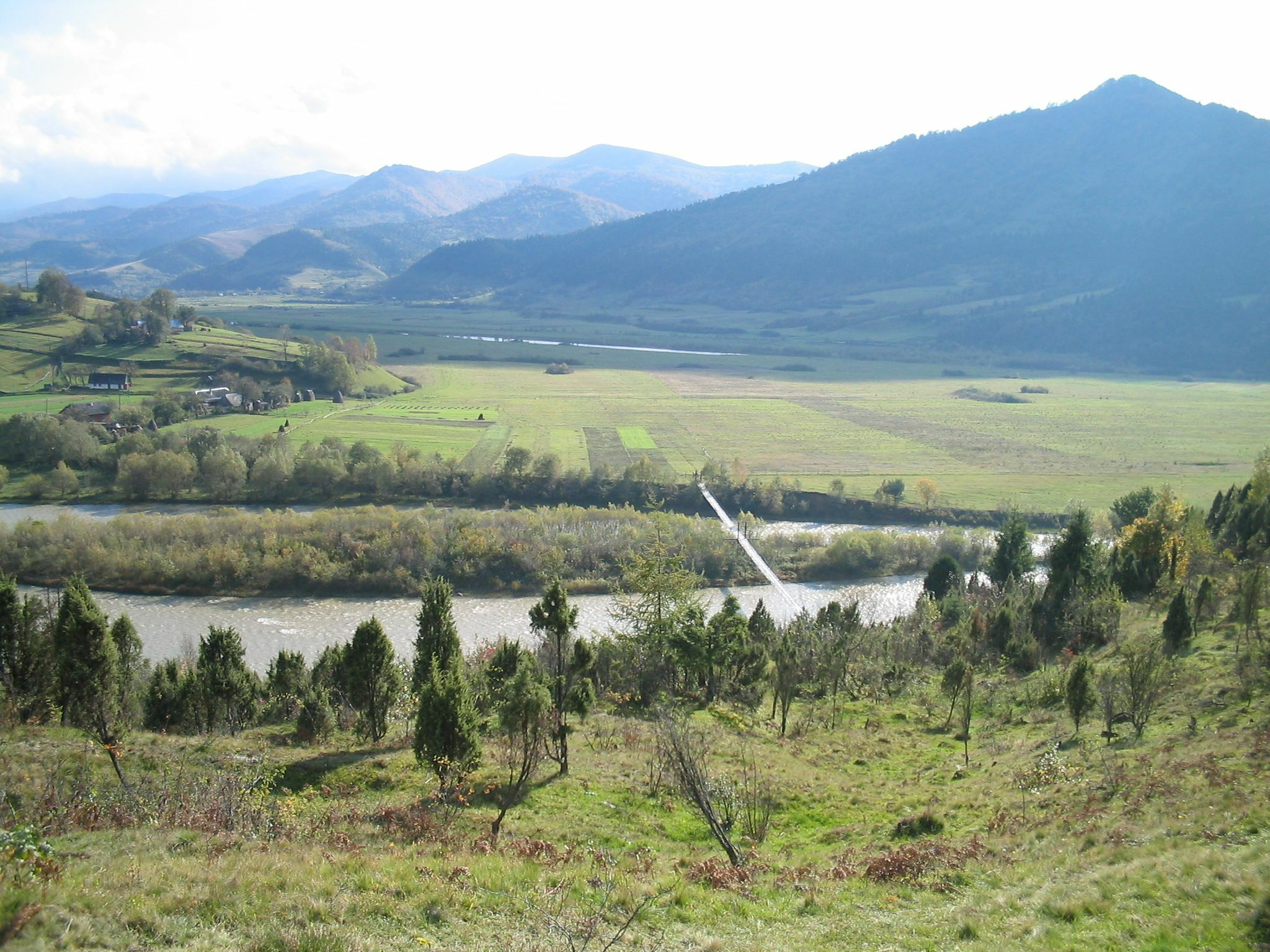
Село Рибник. Внизу — підвісний місток через річку Стрий, справа — гора Коньова (885 м).

Село розташоване за 30,7 км від районного центру м. Дрогобич і за 9,2 км від бальнеологічного курорту Східниця. Село розкинулось на обидвох берегах річки Рибник, у місці її впадіння в Стрий. Межує з Національним парком Сколівські Бескиди. На південний захід від села розташована пралісова пам'ятка природи «Східницька».
Зі всіх сторін село оточене горами висотою 800—1200 м над рівнем моря, з вершин яких відкриваються мальовничі краєвиди. Уздовж річки Рибник можна спостерігати геологічну пам'ятку природи — скелі, які є відслоненнями гірських порід (розріз палеогену). Біля сусіднього села Довге розташований водоспад Лазний — найвищий у Львівській області (12 м).

## Історія
Офіційна дата утворення населеного пункту — 1453 р. Польський географічний словник 1889 р. стверджує, що на кінець ХІХ ст. у селі проживало 577 українців, 22 німці, 11 поляків. Довгий час у Рибнику та навколишніх селах виплавляли залізо. У 1880-х рр. село було поєднане з Верхнім Синьовидним вузькоколійною залізницею для вивезення лісу. Вузькоколійка не збереглася, на її місці тепер можна побачити широку стежку вздовж річки Стрий, натомість у селі є залишки старого парового млина-тартака, де розрізали деревину.
Єдиний храм у селі — дерев'яна церква Вознесення Господнього (1864 р.) з дзвіницею (1909 р.), нещодавно відреставрований вікнами та дерев'яною вагонкою. Храм трьохкупольний. Споруда в плані дводільна, безверха, стоїть на кам'яному підмурівку, оточена піддашям. На причілку нави є велике зображення Вознесення.

## Інфраструктура
У Рибнику діє однойменний гірськолижний комплекс, є декілька готелів і садиб, літні оздоровчі заклади, магазини. У околицях села часом відбуваються табори дитячої організації «Пласт».

У селі є відпочинковий комплекс «Рибничанка». Двоповерховий будинок на 7 номерів (16 місць), котедж зі сауною та лікувальним чаном, колиба на 60 місць. Є 2 ставки для риболовлі (форель, щука, сом).